# Jufal
Juphal (en népalais : जुफाल) est un village (jusque 2017 un comité de développement villageois) du Népal situé dans la municipalité de Thuli Bheri du district de Dolpa. Au recensement de 2011, il comptait 2 279 habitants. Il accueille l'aéroport de Dolpa.